# Muhammad Zuhuri
Nūr al-Dīn Muḥammad Ẓuhūrī (mất năm 1616) là một nhà thơ Ba Tư sinh khoảng năm 1537. Ông kết hôn với con gái của Mawlānā Malik Qumī. Một trong các tác phẩm nổi bật nhất của ông là Sāqīʻnāma. Một tuyển tập thơ của ông có tựa đề Kulliyyāt-i Ẓuhūrī, còn một vài bản còn được lưu giữ, và bản cổ nhất còn lại được cho là nằm trong bộ sưu tập của Văn phòng Ấn Độ tại Thư viện Vương quốc Liên hiệp Anh. Các con dấu trong bản cổ nhất cho thấy nó nằm trong thư viện của Shah Jahan.